# Aufregende Erlebnisse

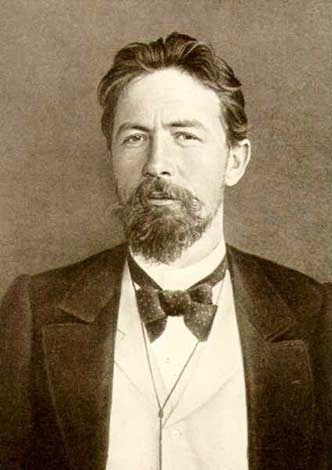
Anton Tschechow

Aufregende Erlebnisse (russisch Сильные ощущения, Silnyje oschtschuschtschenija) ist eine Kurzgeschichte des russischen Schriftstellers Anton Tschechow, die am 21. April 1886 in der Tageszeitung Peterburgskaja gaseta erschien. Zu Lebzeiten des Autors wurde der Text ins Deutsche, Polnische und Serbokroatische übersetzt.
Vor dem Schlafengehen kommt bei den Geschworenen, die im Moskauer Bezirksgericht übernachten müssen, eine Idee auf. Jeder soll den fürchterlichsten Augenblick in seinem Leben zum Besten geben. Los geht’s: Einer wäre einmal um ein Haar ertrunken. Ein anderer hatte seinem Kind Zinkvitriol statt Natron gegeben. Der Dritte hat zwei Suizide hinter sich. Nummer vier erzählt wortreich, wie er sich in seine Natalja unsterblich verliebt hatte. Ein befreundeter Jurist hatte ihn darauf überredet, sich von ihr zu trennen. Als der Fünfte an der Reihe ist, wird er von einem Geschworenen, der noch nicht zu Wort gekommen ist, unterbrochen. Letzterer macht auf die zwölf Schläge der Uhr auf dem Spasski-Turm aufmerksam und stellt eine Frage in den Raum. Was wird der des Mordes Angeklagte in der Arrestzelle des Gerichts in der Nacht vor dem Urteil für Ängste ausstehen?
Die Geschworenen werden still und wollen weiter nichts als ihre verdiente Nachtruhe.

## Verwendete Ausgabe
- Gerhard Dick (Hrsg.), Wolf Düwel (Hrsg.): Anton Tschechow: Gesammelte Werke in Einzelbänden: Aufregende Erlebnisse. S. 522–528 in: Gerhard Dick (Hrsg.): Anton Tschechow: Vom Regen in die Traufe. Kurzgeschichten. Aus dem Russischen übersetzt von Ada Knipper und Gerhard Dick. Mit einem Vorwort von Wolf Düwel. 630 Seiten. Rütten & Loening, Berlin 1964 (1. Aufl.)[2]